# Vernou-la-Celle-sur-Seine
Vernou-la-Celle-sur-Seine è un comune francese di 2 712 abitanti situato nel dipartimento di Senna e Marna nella regione dell'Île-de-France.

## Società

### Evoluzione demografica
Abitanti censiti